# Бруково
Бруково (пол. Brukowo) — село в Польщі, у гміні Суховоля Сокульського повіту Підляського воєводства.
Населення — 43 особи (2011).
У 1975-1998 роках село належало до Білостоцького воєводства.

## Демографія
Демографічна структура станом на 31 березня 2011 року:
|          | Загалом | Допрацездатний вік | Працездатний вік | Постпрацездатний вік |
| -------- | ------- | ------------------ | ---------------- | -------------------- |
| Чоловіки | 19      | 2                  | 15               | 2                    |
| Жінки    | 24      | 6                  | 13               | 5                    |
| Разом    | 43      | 8                  | 28               | 7                    |